# Sinojackia xylocarpa
Sinojackia xylocarpa là một loài thực vật có hoa thuộc họ Styracaceae. Đây là loài đặc hữu của phía đông Trung Quốc ở tỉnh Giang Tô, có ở độ cao 500–800 m. Chúng hiện đang bị đe dọa vì mất môi trường sống.
Đây là một cây bụi rụng lá hoặc cây cỡ nhỏ cao tới 7 m, thân có đường kính tới 10 cm. Lá mọc cách, đơn, mép lá có răng cưa và một cuống lá cỡ 5 mm; dài khoảng 3–9 cm và rộng 2–5 cm, có dạng trứng ngược hoặc elip, tuy nhiên các lá đối diện cụm hoa thì nhỏ hơn, dài khoảng 2–5 cm và rộng 1–2 cm. Cụm hoa dài 3–5 cm, mang ba tới năm hoa có năm cánh.

## Hình ảnh

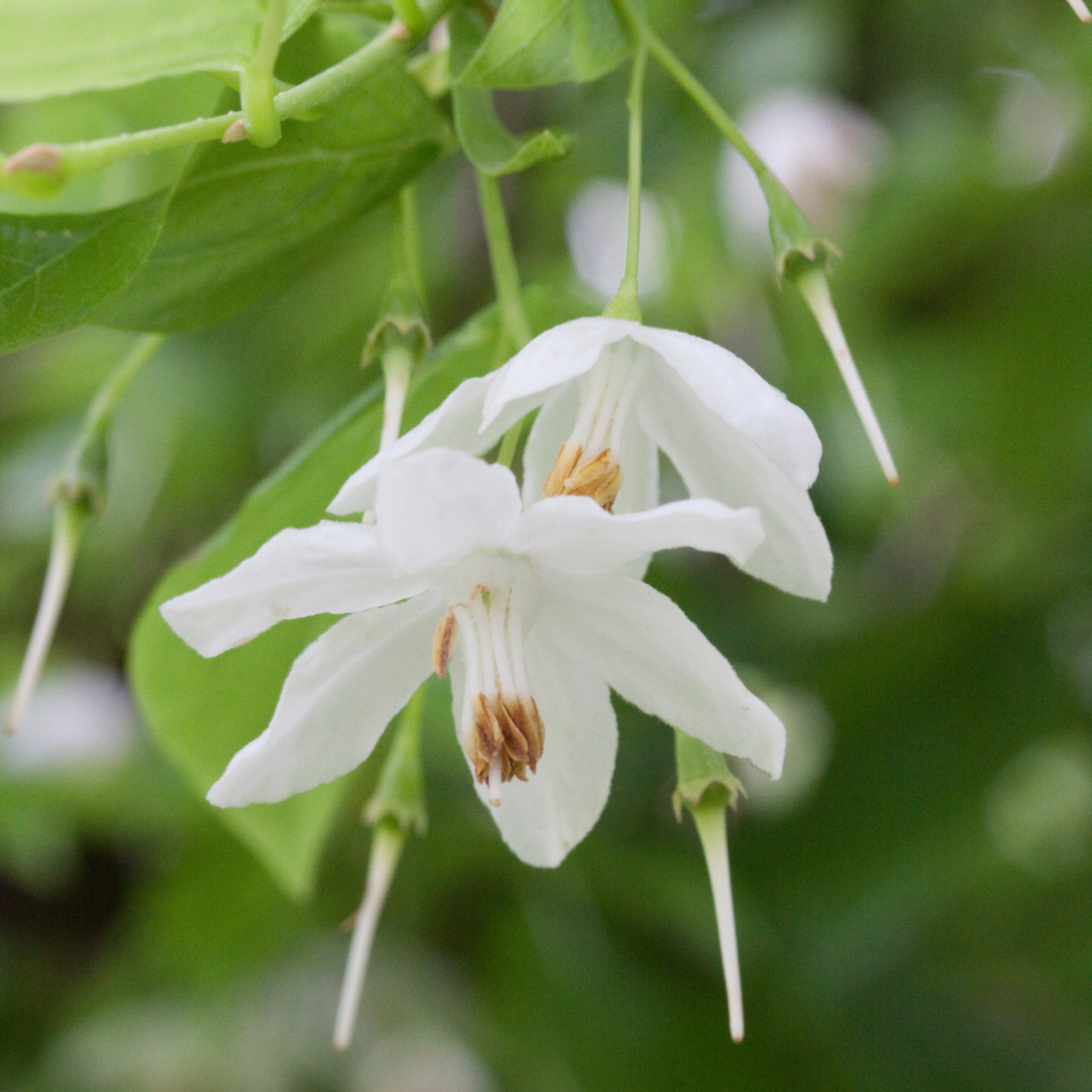
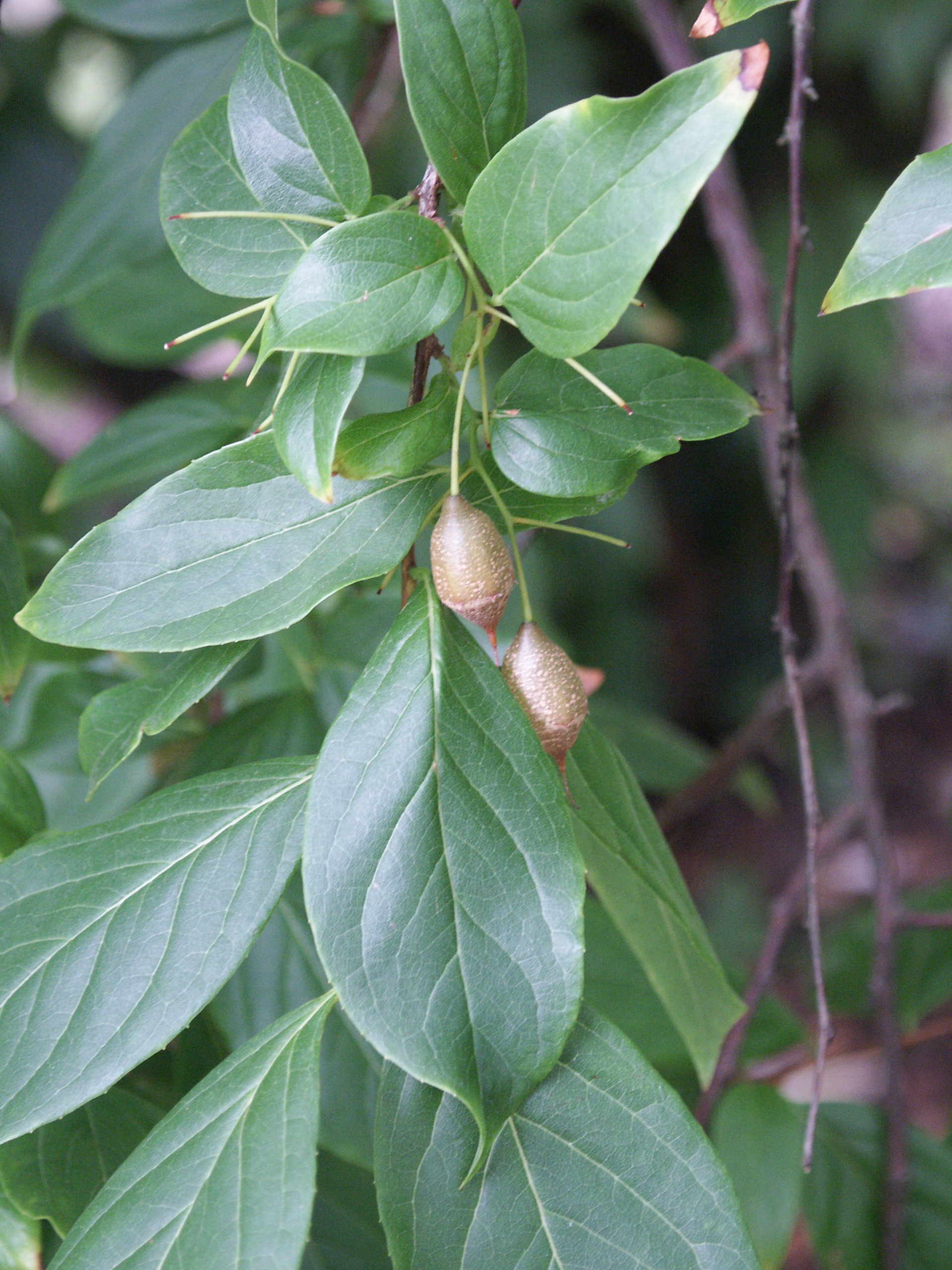
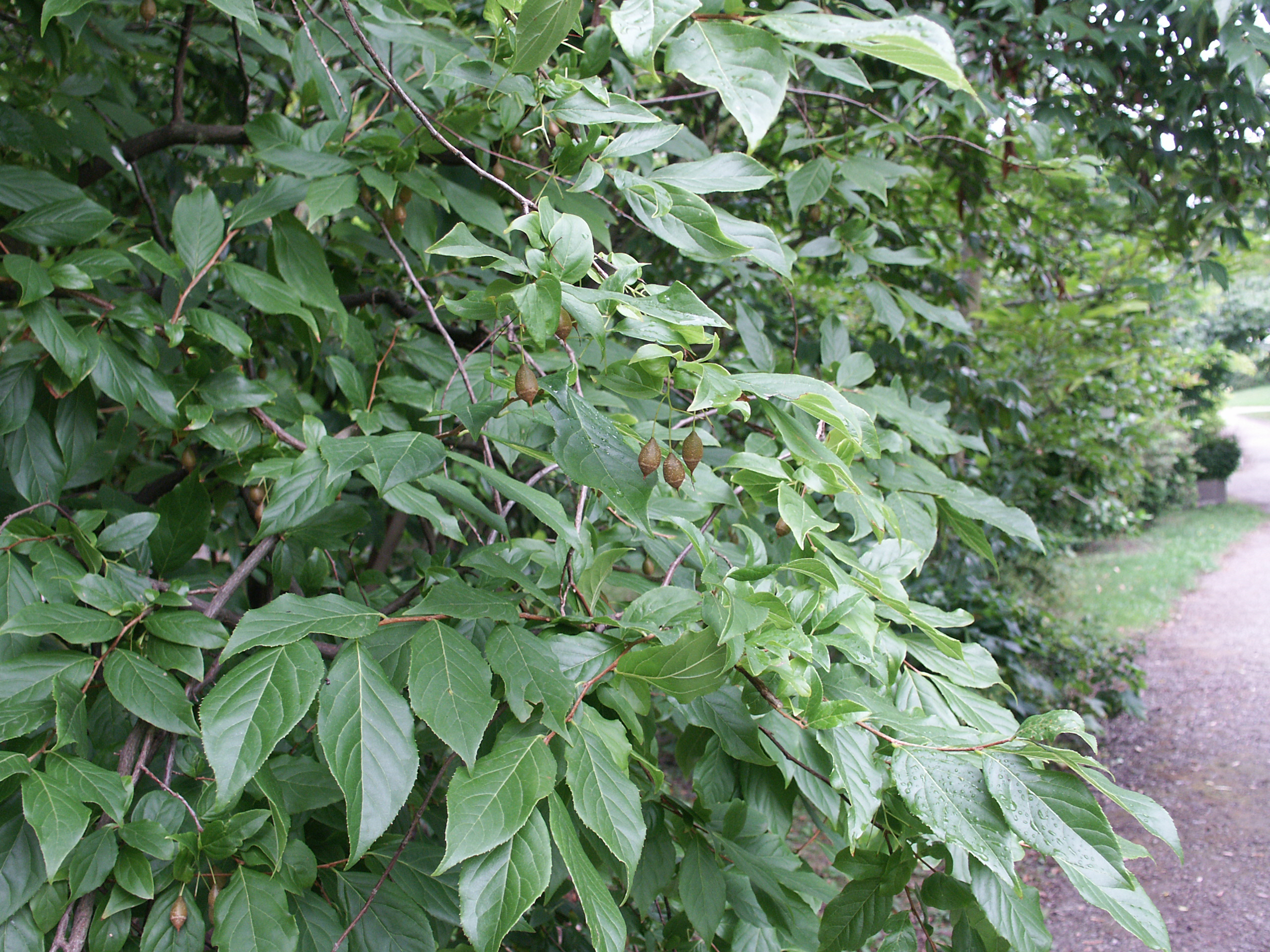
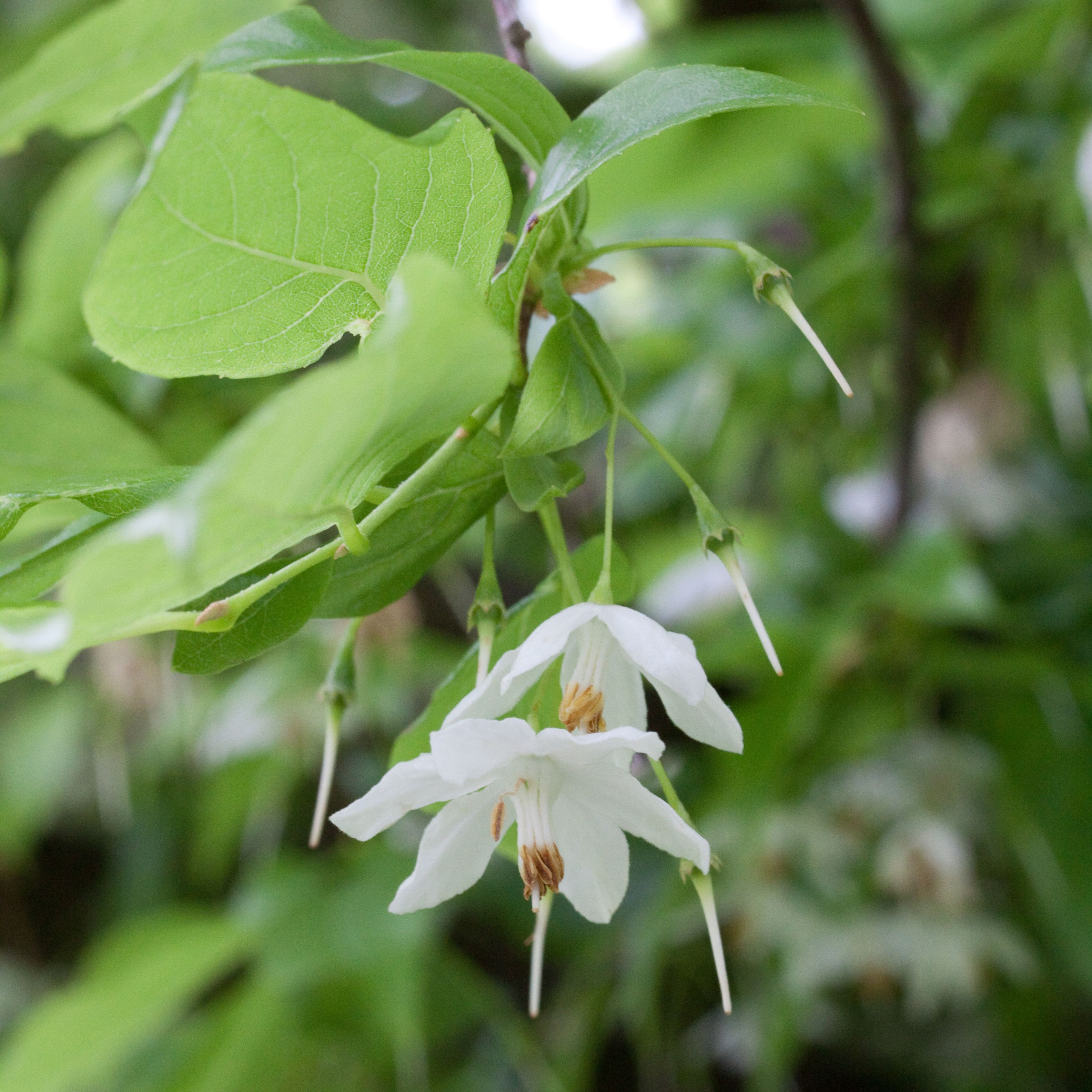